# Veluwemeer
Das Veluwemeer (niederländisch meer – der See) ist ein See in den Niederlanden. Er grenzt an die Provinzen Flevoland und Gelderland. Entstanden ist der längliche See im Rahmen der Zuiderzee-Werke, als man eine künstliche Insel geschaffen hat, die heute zur Provinz Flevoland gehört.
Das Veluwemeer ist nach der Landschaft Veluwe benannt, einem Waldgebiet in der Provinz Gelderland.

## Lage
Das Veluwemeer liegt zwischen den Provinzen Gelderland und Flevoland und ist das größte der Veluwerandmeere, eines Teils der ehemaligen Zuiderzee. Im Südwesten schließen sich die Veluwerandmeere Wolderwijd, Nuldernauw und Nijkerkernauw an. Im Norden ist das Veluwemeer mit dem nördlichsten Veluwerandmeer, dem Drontermeer verbunden. Man erreicht das IJsselmeer auf dem Wasserweg sowohl über den nördlichen als auch den südlichen Ausgang des Veluwemeers.

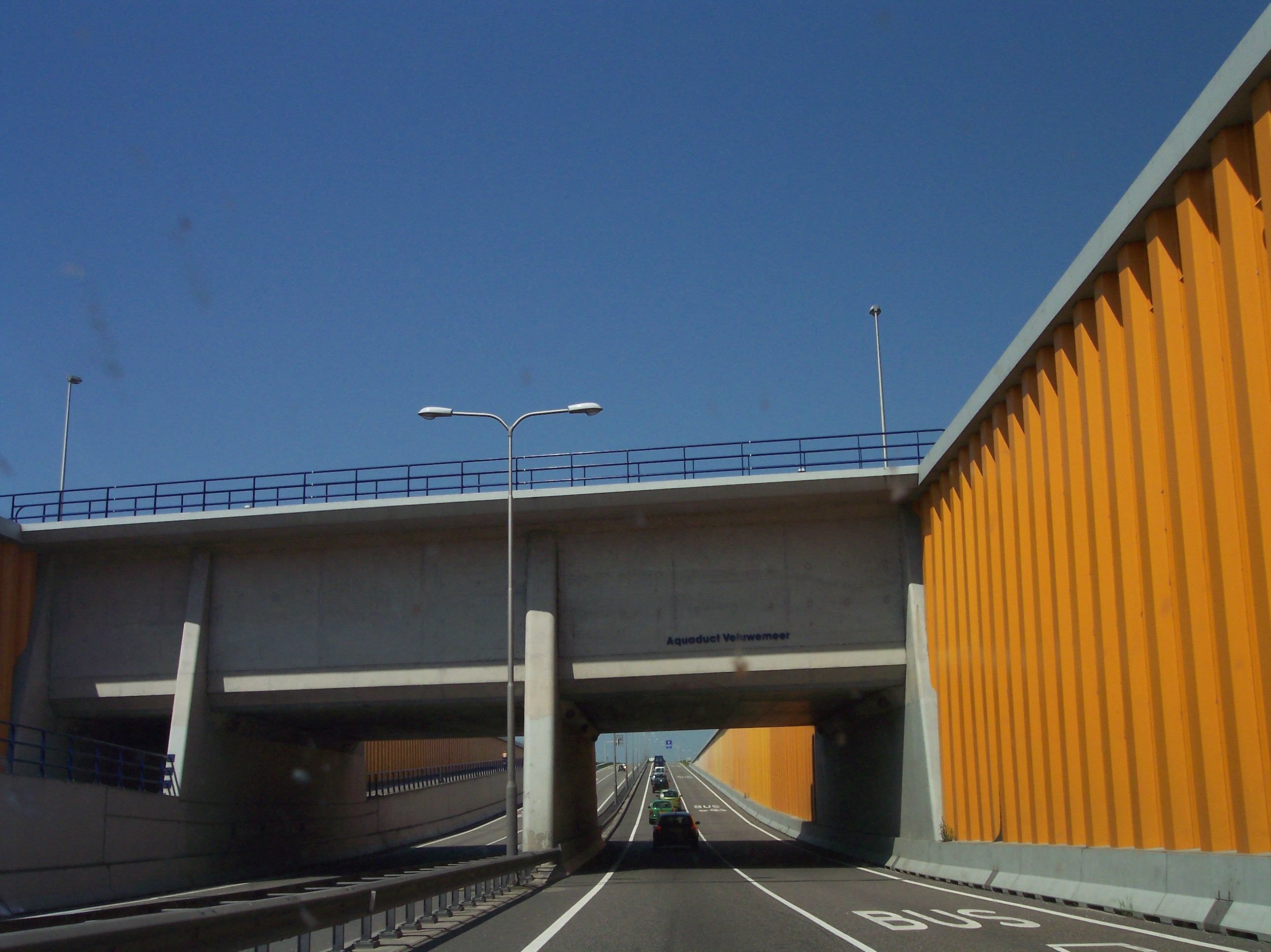
Veluwemeer-Aquädukt bei Harderwijk Wasserstraße Veluwemeer – Wolderwijd

Bekannte Städte am Veluwemeer sind Elburg im Nordosten und Harderwijk im Südwesten. Beide liegen in Gelderland. Auf der flevoländischen Seite liegen vor allem touristische Angebote wie Ferienhausparks.

## Daten
Das Veluwemeer hat eine Größe von ca. 32,5 km². Seine Wassertiefe ist sehr gering, an vielen Stellen kann ein erwachsener Mensch im Wasser stehen. Für die Freizeitschifffahrt und Ausflugsschiffe, die Rundfahrten IJsselmeer, Veluwemeer anbieten, wird kontinuierlich eine "Fahrrinne" ausgebaggert. Das Veluwemeer ist ein beliebtes Naherholungs- und Urlaubsgebiet.